# Mauzoleum Gojżewskich w Łodzi
Mauzoleum Gojżewskich na Cmentarzu Starym w Łodzi.

## Historia
Konstanty A. Gojżewski, był komisarzem policji IV cyrkułu. Zmarł w 1905. Jego żona Aleksandra Gojżewska zmarła w wieku 57 lat 5 września 1900. Na jej nagrobku widnieje napis: „Najukochańszej Żonie, Matce i Babce stroskany mąż”. Oboje zostali pochowani we wspólnej krypcie, lecz na dwóch częściach cmentarza. Po obu stronach mauzoleum znajdują się metalowe furtki, łączące część katolicką i prawosławną.

## Architektura
Grobowiec przypominający bizantyjską świątynię stoi na prawosławnej części cmentarza. Na części katolickiej, po drugiej stronie muru jest skromna mogiła Aleksandry Gojżewskiej. Ona była katoliczką, Gojżewski wyznania prawosławnego.
Prace konserwatorskie przy mauzoleum trwały w latach 2000–2001 i wykonane zostały przez Annę i Tomasza Ostaszewskich. Podczas prac restauratorskich uzupełniono kilkaset brakujących cegieł, zrekonstruowano wrota, brakującą furtkę, krzyż na kopule i witraże. Obiekt wykonany jest z białej i brązowej cegły klinkierowej. Dachówka i daszki narożne wykonane są z ceramiki szkliwionej. W środku kopuła jest ciemnoniebieska ze złotymi gwiazdkami. Tuż nad wejściem jest złocony napis cyrylicą „Grób rodziny Gojżewskich”.
Mauzoleum wykorzystywane było jako kaplica przedpogrzebowa, gdy nie można było korzystać z kaplicy cmentarnej.